# Beastie Boys Anthology: The Sounds Of Science
Beastie Boys Anthology: The Sounds Of Science je prva antologija američke grupe Beastie Boys, izašla 23. studenog 1999., a sastoji se od dva CD-a, tj. četiri ploče. Kompilacija dolazi u paketu s bogatom knjižicom od 80 stranica u kojoj je opisan nastanak svake pjesme s antologije.
The Sounds Of Science sadrži sve hitove Beastie Boysa do 1999., no i mnoge pjesme koje se ne nalaze na službenim albumima. "Alive" je potpuno nova pjesma koja je izašla i kao singl, te je snimljen spot. Prvi singl Beastie Boysa "Rock Hard" iz 1984. u kojem je semplirana pjesma "Back In Black" grupe AC/DC ne nalazi se na kompilaciji jer AC/DC nije dopustio korištenje samplea. Ipak, jedna druga pjesma je napokon izašla u izvornom izdanju. "Jimmy James", koja je posvećena Jimiju Hendrixu u prvotnoj verziji 1992. sadržavala je originalne zvuke Hendrixove gitare, no nije imala i dozvolu za korištenje. Hendrixovi su popustili tek nakon izlaska albuma Check Your Head 1992.

## Popis pjesama

### CD 1
1. "Beastie Boys" – 0:56
2. "Slow and Low" – 3:38
3. "Shake Your Rump" – 3:19
4. "Gratitude" – 2:45
5. "Skills to Pay the Bills" – 3:13
6. "Root Down" – 3:32
7. "Believe Me" – 1:19
8. "Sure Shot" – 3:20
9. "Body Movin' (Fatboy Slim Remix)" – 5:31
10. "Boomin' Granny" – 2:18
11. "Fight for Your Right" – 3:27
12. "Country Mike's Theme" – 0:35
13. "Pass the Mic" – 4:17
14. "Something's Got to Give" – 3:28
15. "Bodhisattva Vow" – 3:12
16. "Sabrosa" – 3:31
17. "Song for the Man" – 3:11
18. "Soba Violence" – 1:14
19. "Alive" – 3:48
20. "Jimmy James (Original Version)" – 3:05
21. "Three MC's and one DJ (Live Video Version)" – 2:18

### CD 2
1. "The Biz Vs. The Nuge" – 0:33
2. "Sabotage" – 2:59
3. "Shadrach" – 4:10
4. "Brass Monkey" – 2:37
5. "Time for Livin`" – 1:48
6. "Dub the Mic" – 3:01
7. "Benny and the Jets" – 4:06
8. "The Negotiation Limerick File" – 2:52
9. "I Want Some" – 2:00
10. "She's On It" – 4:18
11. "Son of Neckbone" – 3:19
12. "Get It Together" – 4:06
13. "Twenty Questions" – 2:28
14. "Remote Control" – 2:59
15. "Railroad Blues" – 2:38
16. "Live Wire" – 3:06
17. "So What'cha Want" – 3:37
18. "Netty's Girl" – 3:00
19. "Egg Raid on Mojo" – 1:27
20. "Hey Ladies" – 3:47
21. "Intergalactic" – 3:30

## B-strane
Pjesme koje su također nastale u doba stvaranja kompilacije, no nisu izašle na samoj kompilaciji su:
- "Big Shot"
- "Start!"
- "You + Me Together"

## Autori
- Beastie Boys - producenti
- Scott Jarvis - producent
- Rick Rubin - producent
- Dust Brothers - producenti
- Mario Caldato Jr. - producent
- Sue Dyer - asistent produkcije
- Fatboy Slim - producent
- Simon Thornton - asistent produkcije
- Spike Jonze - fotografija
- Bill McMullen - fotografija